# 三刀屋木次インターチェンジ
三刀屋木次インターチェンジ（みとやきすきインターチェンジ）は、島根県雲南市の松江自動車道にあるインターチェンジである。2004年の雲南市発足以前は三刀屋町と木次町の境界上に位置していた。雲南市のうち旧木次町域や旧大東町域の最寄りインターチェンジとなっている。

## 道路
- E54 松江自動車道（6番）

## 歴史
- 2003年3月16日 : 三刀屋木次IC - 宍道JCT間開通に伴い供用開始
- 2010年1月13日 : 三刀屋木次IC内の料金所が廃止され、少し北側の本線上に「三刀屋木次本線料金所」を供用開始
- 2012年3月24日 : 吉田掛合IC - 三刀屋木次IC間開通[1]

## 三刀屋木次本線料金所
開通当初はインターチェンジ内に料金収受施設が存在したが、三次方面が新直轄方式（無料区間）で開通される事に伴い、三刀屋木次IC以北の料金を精算するために2010年1月13日から当ICの少し北側の本線上に新たに三刀屋木次本線料金所（みとやきすき ほんせんりょうきんじょ）を設置した。開通当初にはインターチェンジ番号も設定されていなかったが、三刀屋木次ー吉田掛合間開通の際にインターチェンジ番号「6」が設定された。
ブース数は両方向とも2（ETC専用、ETC/一般併用が各1）。

## 接続する道路

### 直接接続
- 島根県道332号三刀屋木次インター線

### 間接接続
- 国道54号
- 国道314号
- 島根県道26号出雲三刀屋線

## 周辺
- 木次駅（JR木次線）
- 雲南市役所

### 下熊谷バスセンター
下熊谷バスセンターがインターチェンジ周辺にあり、都市間高速と雲南市民バスが停車する。
- 都市間高速バス みこと号（広島 - 出雲 一畑バス・JRバス中国）
  - 広島駅新幹線口・広島バスセンター - 大塚駅 - 三次インター - 道の駅たかの - たたらば壱番地 - 下熊谷バスセンター - 出雲市駅
- 雲南市民バス[3]
  - 吉田大東線、北原線、木次三刀屋線、中野線、根波線、高窪・伊萱線

グランドアロー号（広島 - 松江）は松江自動車道の木次バスストップ（木次高速）に停車する。

## 隣
E54 松江自動車道
(5) 吉田掛合IC - (6) 三刀屋木次IC/TB - (6-1) 加茂BS/雲南加茂SIC - 加茂岩倉PA - (29) 宍道JCT

## 備考
- 吉田掛合IC - 出雲IC・宍道湖SA間にはサービスエリア・パーキングエリアが全くないため、島根県東部高速道路利用促進協議会では、「手軽に使える高速道路トイレマップ」[4]「達人御用達山陰道・松江道活用マップ」[5][6]を用意している。その後、2013年3月17日に加茂岩倉PAが新設された。
- 三刀屋木次本線料金所ブースより三次寄りに駐車場が設置されている。上り線（三次方面）のみ停車可能。駐車場および三刀屋木次本線料金所事務所内のトイレが一般開放されており、パーキングエリアとして利用する事が出来る[6]。
  - 駐車場
    - 小型 5台

  - トイレ（男女兼用）